# Genotip
Genotip je genska osnovica organizma, njena genska struktura odnosno svi geni koji ga čine. Međudjelovanjem njega i okoliša izražava se fenotip.
Organizam nasljeđuje genotip kao kartu koju nosi u svom genskom kodu. Mnogi organizmi su ista genotipa, ali ne izgledaju isto niti se isto ponašaju zbog toga što na njihov razvitak utječu okolina i uvjeti razvitka. Genotip je svojstvo koje organizam ima kao potencijal, ali ne mora se izraziti zbog raznih razloga, a česti je slučaj kad se recesivni gen nađe pored dominantnog.
Svi potomci neke jedinke imat će dominantno svojstvo. Recesivno svojstvo iz genotipa često preskače generacije, jer je za njegov izražaj u fenotipu potrebna pojava genotipa još jednog recesivnog homozigota.
Genotip jedinke koja je dominantnog fenotipa otkrivamo test-križanjem koje je otkrio Gregor Mendel.